# Vignoble du Rhin-moyen
Les vignobles du Rhin-moyen (Mittelrhein) sont couverts de vignes. Cela en fait la seconde plus petite région viticole d'Allemagne avec une superficie totale cultivée d'environ 461 hectares. Les vins de vallée du Haut-Rhin moyen représentent de multiples nuances gustatives dues non seulement aux cépages cultivés mais surtout à l'influence des terroirs.

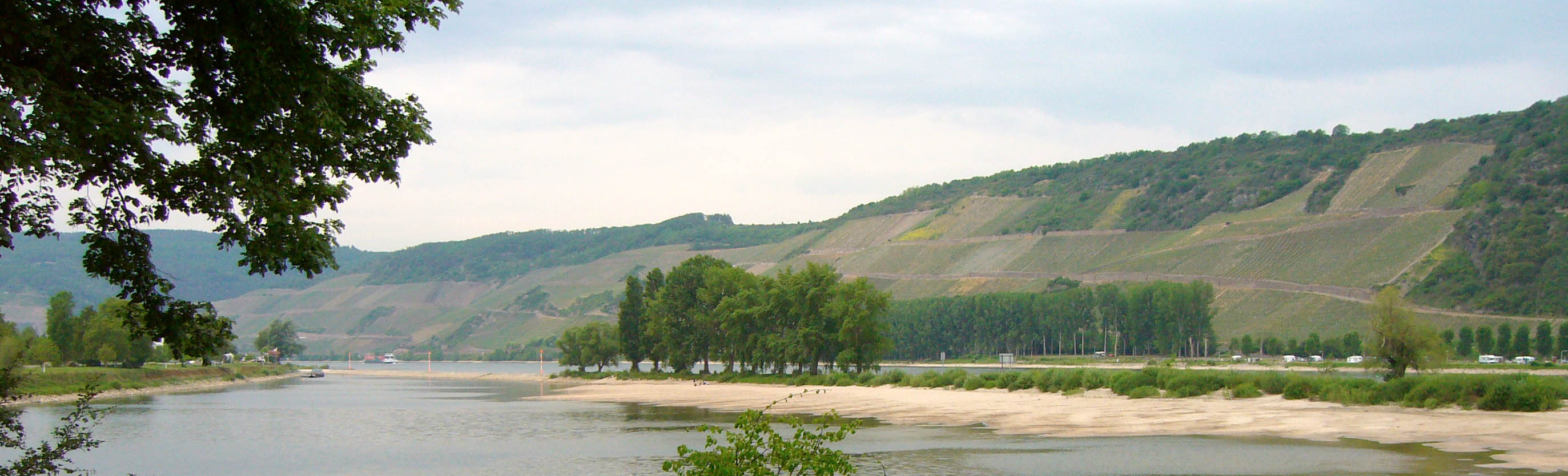
Vignes à Boppard

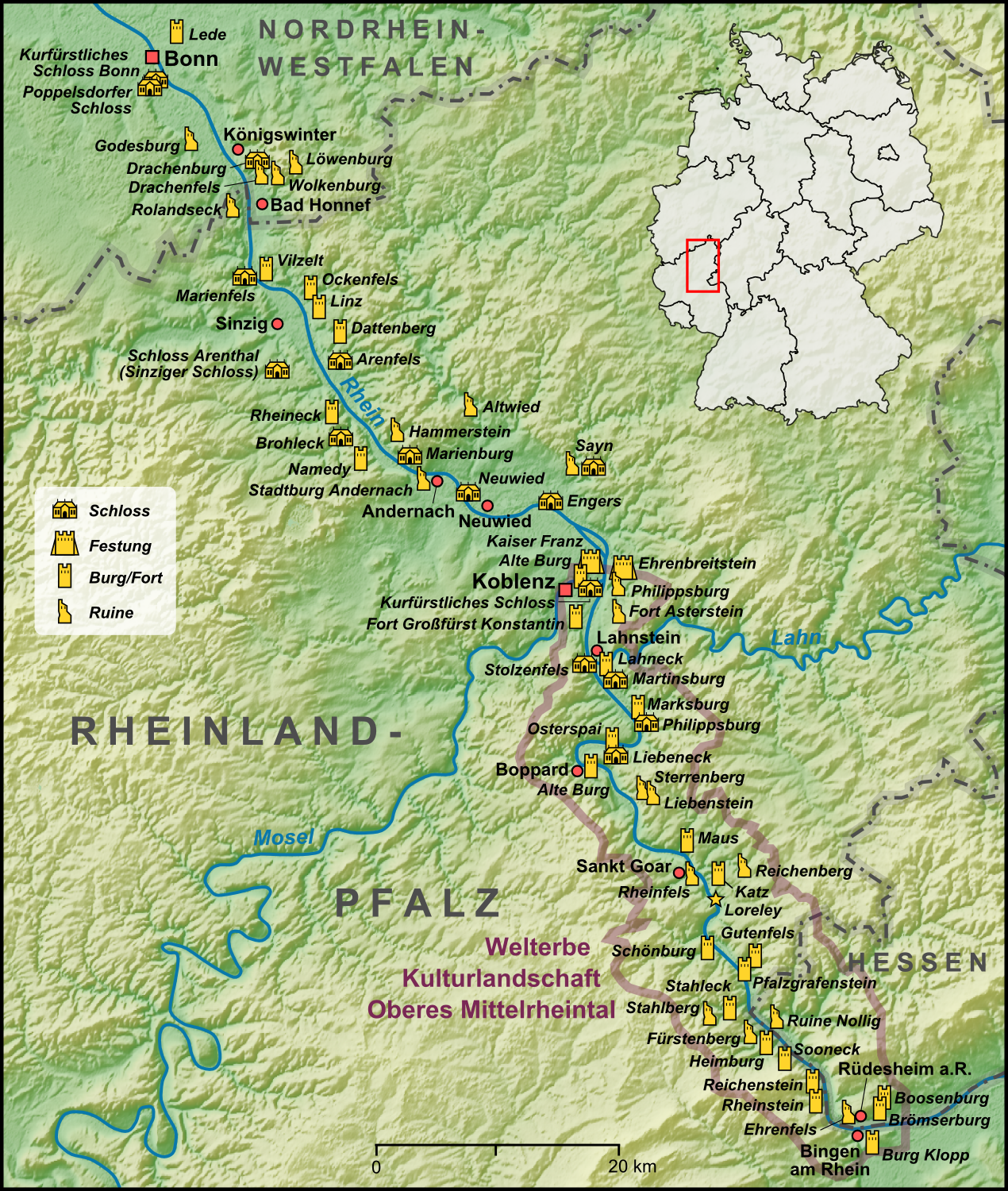
Cours du Haut-Rhin moyen avec son patrimoine historique.

## Situation géographique
La région viticole du Rhin moyen s'étend sur environ 110 km, de la Nahe près de Bingen jusqu'au Siebengebirge près de Bonn. Alors que sur le haut du Rhin moyen, de Bingen à Coblence, c'est principalement le versant gauche le long du Rhin qui a été planté de vignes, sur le bas du Rhin moyen, qui s'étend de Coblence aux sept montagnes, c'est surtout la rive droite qui est plantée. La rive droite du Rhin entre Lorchhausen et Rüdesheim se trouve dans la Hesse et fait partie de la région viticole du Rheingau. La région viticole présente trois points forts : au sud, autour de Bacharach/Oberwesel, au centre, autour de Bopparder Hamm, au nord, autour de Leutesdorf/Hammerstein. Les vignobles de la vallée de la Lahn autour de Weinähr font également partie du Rhin moyen.

## Climat
Le Rhin moyen jouit d'un climat tempéré, c'est-à-dire qu'il y a relativement beaucoup de jours ensoleillés, sans que la chaleur ou même les températures trop basses ne soient excessives. De juin à août, il pleut suffisamment, du moins en ce qui concerne les conditions de croissance du vin, 570 mm en moyenne. La surface d'eau du Rhin et les sols inclinés vers le soleil accumulent de l'énergie thermique au cours de la journée, qu'ils restituent après le coucher du soleil, ce qui permet d'éviter des variations de température excessives. Le matin, les versants abrupts de la vallée assurent une évacuation rapide de l'air froid. C'est ce qui explique que la moyenne annuelle des températures soit de 9,3 °C.

## Cépages
| Cépages importants en Rhin moyen (date 2022). | Cépages importants en Rhin moyen (date 2022). | Cépages importants en Rhin moyen (date 2022). | Cépages importants en Rhin moyen (date 2022). | Cépages importants en Rhin moyen (date 2022). |
| Cépage                                        | Couleur                                       | Synonyme                                      | Superficie (%)                                | Superficie (ha)                               |
| --------------------------------------------- | --------------------------------------------- | --------------------------------------------- | --------------------------------------------- | --------------------------------------------- |
| 1. Riesling                                   | blanc                                         | Weißer Riesling                               | 63,9                                          | 298                                           |
| 2. Spätburgunder                              | noir                                          | Pinot Noir                                    | 10,3                                          | 48                                            |
| 3. Weißer Burgunder                           | blanc                                         | Klevner, Pinot Blanc                          | 4,9                                           | 23                                            |
| 4. Muller-Thurgau                             | blanc                                         | Rivaner                                       | 4,5                                           | 21                                            |

### Cépages blanc
| \| \| Cépages blanc autorisés \| | \| \| Cépages blanc autorisés \| | \| \| Cépages blanc autorisés \| | \| \| Cépages blanc autorisés \| |
| --- | --- | --- | --- |
| - Albalonga - Arnsburger - Auxerrois - Bacchus - Bronner - Chardonnay - Ehrenbreitsteiner - Ehrenfelser - Elbling - Faberrebe - Findling - Freisamer - Précoce de Malingre - Muscat blanc à petits grains | - Gewurztraminer - Goldriesling - Pinot gris - Gutedel - Hibernal - Hölder - Huxelrebe - Johanniter - Juwel - Kanzler - Kerner - Kernling - Mariensteiner - Merzling | - Morio-Muskat - Muller-Thurgau (Rivaner) - Muscat ottonel - Nobling - Optima - Orion - Ortega - Osteiner - Perle von Alzey - Phoenix - Prinzipal - Regner - Reichensteiner - Rieslaner | - Riesling - Sauvignon Blanc - Scheurebe - Schönburger - Septimer - Siegerrebe - Silcher - Silvaner - Sirius - Staufer - Weißer Burgunder - Würzer |
| | Cépages blanc autorisés | | |

### Cépages noirs
| \| \| Cépages noirs autorisés \|                                                        | \| \| Cépages noirs autorisés \|                                                             | \| \| Cépages noirs autorisés \|                                              | \| \| Cépages noirs autorisés \|                                        |
| --------------------------------------------------------------------------------------- | -------------------------------------------------------------------------------------------- | ----------------------------------------------------------------------------- | ----------------------------------------------------------------------- |
| - Acolon - Blauburger - Cabernet Mitos - Cabernet Sauvignon - Dakapo - Deckrot - Domina | - Dornfelder - Dunkelfelder - Frühburgunder - Hegel - Helfensteiner - Heroldrebe - Lemberger | - Merlot - Palas - Portugieser - Regent - Rondo - Rotberger - Schwarzriesling | - Spätburgunder - Saint Laurent - Tauberschwarz - Trollinger - Zweigelt |
|                                                                                         | Cépages noirs autorisés                                                                      |                                                                               |                                                                         |

Source: Taschenbuch der Rebsorten, Fachverlag Fraund

## Régions et sous-régions
La région est divisée en 11 sites (Großlagen) divisés en 111 Einzellagen:
Les Großlagen sont du sud au nord :
- Domaine Loreley
  - Burg Reichenstein
  - Bacharach, Burg Stahleck
  - Herrenberg
  - Oberwesel, Schloss Schönburg
  - Loreleyfelsen
  - Sankt Goar, Château de Rheinfels
  - Gedeonseck
  - Marksburg
  - Lahntal
- Unterer Mittelrhein
  - Leutesdorf, Burg Hammerstein
- Bereich Siebengebirge (Nordrhein-Westfalen)
  - Petersberg

Les Einzellagen connus sont :
- Bacharacher Hahn
- Bacharacher Posten
- Bacharacher Wolfshöhle
- Bopparder Hamm (Feuerlay, Mandelstein etc.)
- Oberweseler Ölsberg

## Sources
- (de) Cet article est partiellement ou en totalité issu de l’article de Wikipédia en allemand intitulé « Mittelrhein (Weinbaugebiet) » (voir la liste des auteurs).